# SUPER JUNIOR YESUNG SPECIAL LIVE 2019 "Y's STORY"
《SUPER JUNIOR YESUNG SPECIAL LIVE 2019 "Y's STORY"》는 슈퍼주니어의 멤버 예성의 세 번째 일본 전국 콘서트 투어이다.

## 개요
2018년 12월 1일, 슈퍼주니어는 SUPER SHOW 7 도쿄 돔 공연에서의 멘트를 통해 이듬해 2월부터 예성의 세 번째 라이브 투어 개최를 발표하였고 뒤이어 슈퍼주니어 일본 공식 홈페이지를 통해 투어 일정이 공개되었다. 예매는 야후티켓을 통해 실시되었다.

## 투어 일정
| 일정            | 도시     | 장소                   | 관객 동원    |
| --------------- | -------- | ---------------------- | ------------ |
| 2019년 2월 20일 | 후쿠오카 | 제프 후쿠오카          | 1,500명      |
| 2019년 2월 27일 | 대판     | 제프 오사카 베이사이드 | 통산 5,600명 |
| 2019년 2월 28일 | 대판     | 제프 오사카 베이사이드 | 통산 5,600명 |
| 2019년 3월 6일  | 나고야시 | 제프 나고야            | 통산 3,600명 |
| 2019년 3월 7일  | 나고야시 | 제프 나고야            | 통산 3,600명 |
| 2019년 3월 13일 | 도쿄     | 토요스 핏              | 통산 4,000명 |
| 2019년 3월 14일 | 도쿄     | 토요스 핏              | 통산 4,000명 |

## 세트 리스트
- Opening VCR -
- Splash
- Magic
- U

- Ment -
- 지금 만나러 갑니다 ~If You~
- Let Me Kiss
- もしかしたら僕の物語 (어쩌면 나의 이야기)

- Ment -
- 染まったんだ ~첫사랑~
- 愛してるって言えない (사랑한다고 말할 수 없어)
- 먹지 (Gray Paper)
- 봄날의 소나기 (Paper Umbrella)

- VCR #2 -
- Because I Love You ~大切な絆~ (소중한 인연)

- Band Introduction -
- Marry U

- Ment -
- Cover Medley

1. お嫁サンバ[2]
2. 恋するフォーチュンクッキー[3]
3. 負けないで[4]

- Ment -
- 너 아니면 안 돼 (It Has To Be You)
- Lemon[5]

- Ment -
- そんな日は ~その痛みさえ愛するよ~ (그 아픔마저 사랑할거야)
- Promise You
- For Dream ~夢を目指して~ (꿈을 찾아)

- Encore VCR -
- Between

- Ment -
- Happiness ~幸せなことはいつもそばにある~ (행복은 언제나 곁에 있어)

## 제작
- 기획·제작 : 에이벡스 엔터테인먼트, SM 엔터테인먼트 재팬
- 총연출 : 오오쿠보 마사오